# Anaea agathon
Anaea agathon är en fjärilsart som beskrevs av Johan Wilhelm Dalman 1823. Anaea agathon ingår i släktet Anaea och familjen praktfjärilar. Inga underarter finns listade i Catalogue of Life.